# Gallornis
Gallornis je prapovijesni rod ptica iz porodice Scaniornithidae, red Phoenicopteriformes. Monotipičan je, sadrži samo jednu vrstu, Gallornis straeleni.
Ova vrsta živjela je blizu grada Auxerrea u Francuskoj. Navodno je živjela u razdobljima krede, berriasiju i hauteriviju, što znači da ova ptica datira prije oko 140-130 milijuna godina. Poznata je iz bedrene i ramene kosti.
Jako je važan takson u evoluciji ptica, malo manje poznat, ali jednako bitan kao i slavni Archaeopteryx. Nažalost, nema baš puno očuvanih materijala u vezi nje.